# خيال تأملي

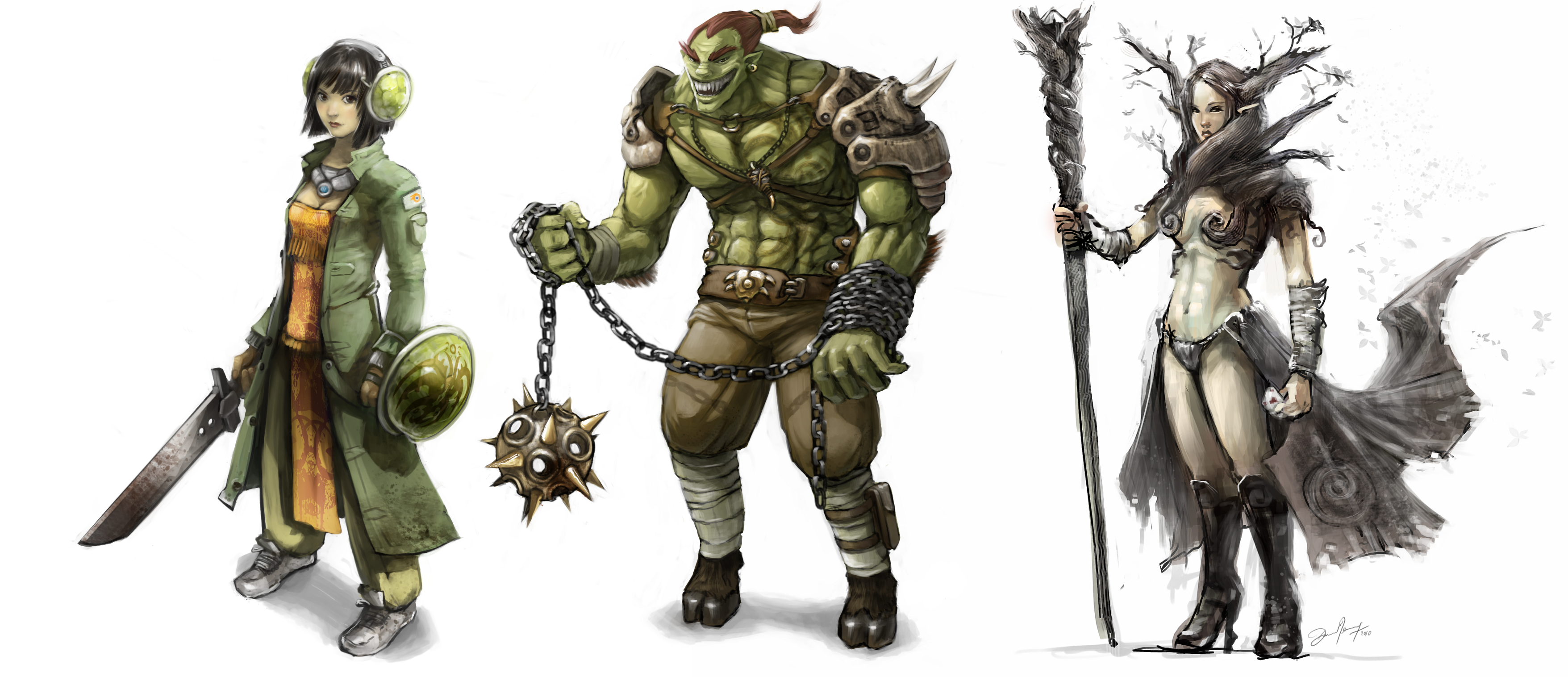

يشير مصطلح الخيال التأملي إلى أي قصة خيالية تتضمن عناصر وإعدادات وشخصيات تتميز بصفات بعيدة عن التخيل البشري والفكري بدلا من الاستناد على الحياة الواقعية. وهناك أنواع بارزة من الخيال التأملي، تشتمل على الخيال العلمي والخيال التصوري والخيال المرعب، وعادة ما تتميز بالكائنات الخيالية مثل المخلوقات الأسطورية والكيانات الخارقة واستخدام تقنيات غير موجودة بالواقع مثل آلة الزمن والسفن الفضائية الواقعة بين النجوم.
كما أن انتشار هذا المصطلح أحيانا ينسب إلى روبرت هيينلين، الذي أشار إليه في عام 1947 في مقالته الافتتاحية، على الرغم من ذكر الخيال التأملي سابقا أو ما يعد بالبديل عن «الأدب التأملي».

## تاريخه

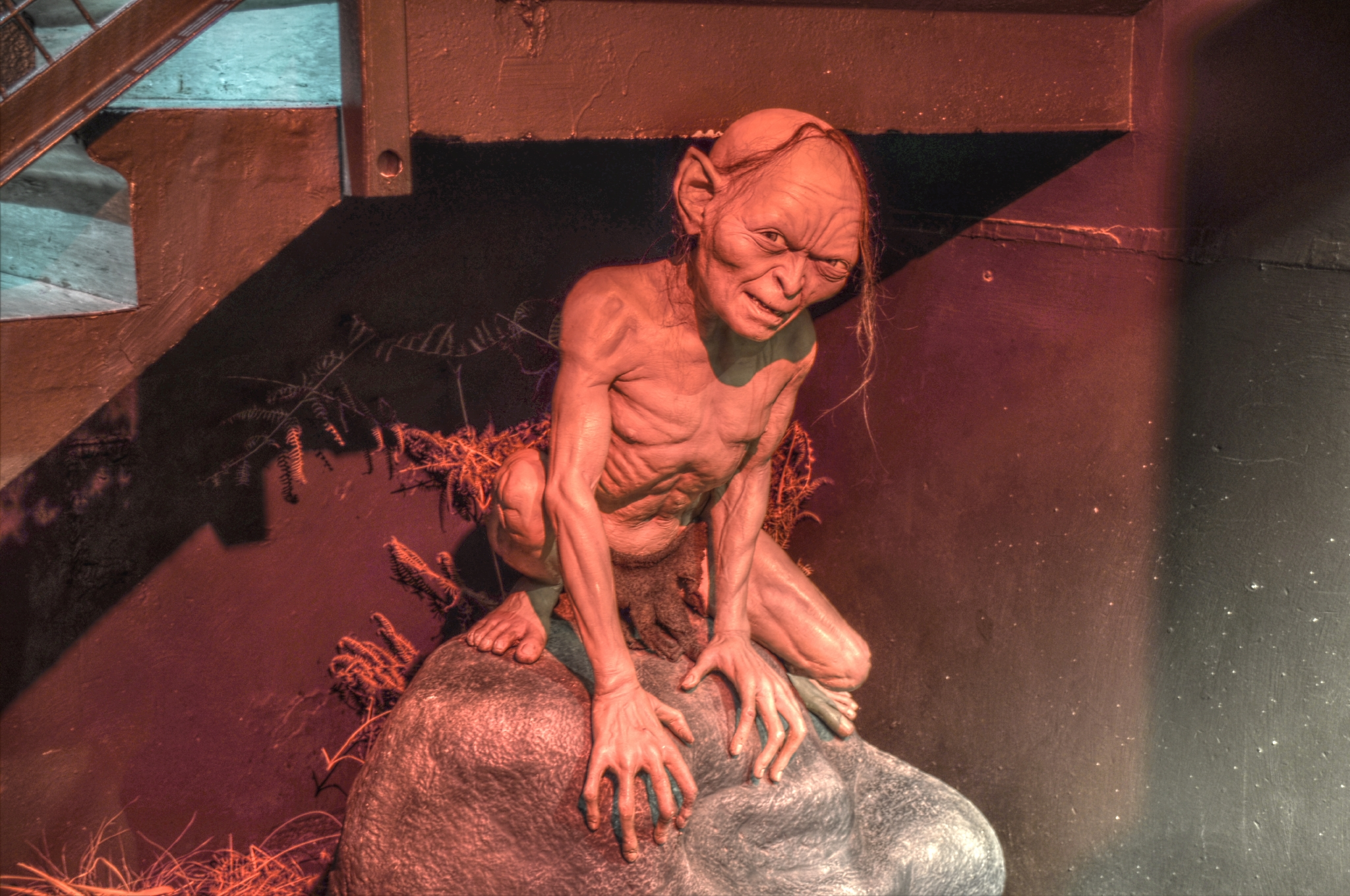
متحف واكس بلس

يعد الخيال التأملي كفئة تترواح بين الأعمال القديمة مثل تنقيح الأفلام السينمائية بقطع الأجزاء غير المرغوب فيها وتغير النموذج الأعمال القديمة المستحدثة على حد سواء في القرن الواحد والعشرين.
ويمكن التعرف على الخيال التأملي في الأعمال من نوايا المؤلفين والمحتوى الاجتماعي للإصدارات من القصص المصورة والمعروفة الآن، منذ الدراما اليونانية القديمة مثل ايوريبيدس (كاليفورنيا. 480-406 قبل الميلاد)، والتي تلعب دور الأميرة والساحرة التي تُظهر الإساءة للجمهور الأثيني عندما تكهن المؤلف بشكل خيالي أن الأميرة والساحرة شامانيس قتلت أطفالها بدلا من أن يُقتلوا على يد الكورنثوس بعد رحيلها، كما قام افروديت بتقديم علم الأساطير الكلاسيكية من خلال رواية وآلهة الحب الموجودة ومتهمة بأنها مُنزعجة من جماهيرها المعاصرة لأنها صورت فيدرا بشكل شهواني جدا.
بالإضافة إلى أن علم كتابة التأريخ يسمى ألان بالخيال التأملي والذي قد سمي بالاختراع التاريخي والخيال التاريخي وأسماء مشابه له كما انه مشهور بشكل كبير في النقد الأدبي لأعمال الكاتب ويليام شكسبير على حسب ما يشارك به من الأعمال مثل الدوق الأثيني ثيسيوس وملكة الأمازون المقتولة وجنية الصولجان الانجليزية وآلهة الحب عند الرومان «كيوبيد» عبر الزمن وفضاء دنيا الخيال لشخصية ألمانية من سلسلة ميروفنجي السيادية في مسرحية حلم ليلة منتصف الصيف.
في تأريخ وبسط الأساطير سمي مفهوم الخيال التأملي بالتحويل الأسطوري أو خلق الأساطير والخيال التأملي هو تصميم الإبداع وخلق معتقد تقليدي بشأن الأعمال مثل الكاتب جون رونالد تولكن في عمل سيد الخواتم. بالإضافة إلى استمرار أنتاج الأعمال ضمن أسلوب الخيال التأملي الحديث مثل علم ما وراء الطبيعة والتاريخ المتعاقب والمواضيع الجنسية.
كما تم خلق الخيال التأملي في المعنى العام بالتاريخ الافتراضي والتفسير أو رواية القصص غير التاريخية والتي نسبت إلى مؤلفون ظاهر في أسلوبهم غير القصصي منذ وقت مبكر مثل المؤرخ الإغريقي اليوناني هيرودوت لمدينة هاليكارناسوس الإغريقية، (فلوريدا. القرن الخامس قبل الميلاد) في قصة تاريخية له.
وبالفعل تم ممارسة وتحرير هذا النوع من الخيال من قِبل كتًاب الموسوعية في وقت مبكر مثل سيما تشيان (حوالي 145 قبل الميلادأو135 -86 قبل الميلاد)، ومؤلف كتاب شيجي على حد سواء.
وهذا يشير إلى التحذير في حين أن كثير من الأعمال الموجودة قبل ابتكار هذا النوع من المصطلح تعتبر خيال تأملي مقصود وغير مقصود أيضا يأخذ مفهومها في معانيه على حد سواء جانبا واعي واللاوعي في علم النفس البشري وكرد على ذلك خلق تعابير وهمية، مبتكرة، وفنية، كما أن بعضها يدعم التقدم العملي من خلال التأثيرات الشخصية والحركات الاجتماعية والثقافية، والبحث والتقدم العلمي، وفلسفة العلوم. وغالبا ما ينسب الخيال التأملي إلى روبرت انسون هيينلين.
بالإضافة إلى أول استخدام معروف للمصطلح، كان في المواد التحريرية أمام قضية «مساء السبت المنصب» 8 شباط 1947 كما كان هيينلين يستخدمه على وجه التحديد كمرادف ل «الخيال العلمي» وفي وقت لاحق، ذكر بوضوح أن استخدامه للمصطلح لا يتضمن الخيال.